# Ecofeminisme
L'ecofeminisme és un corrent de pensament i moviment social que denuncia les importants relacions existents de subordinació de les dones i altres grups socials no privilegiats, i l'explotació del món viu no humà. El concepte va ser elaborat per l'escriptora Françoise d'Eaubonne el 1974.

## Història

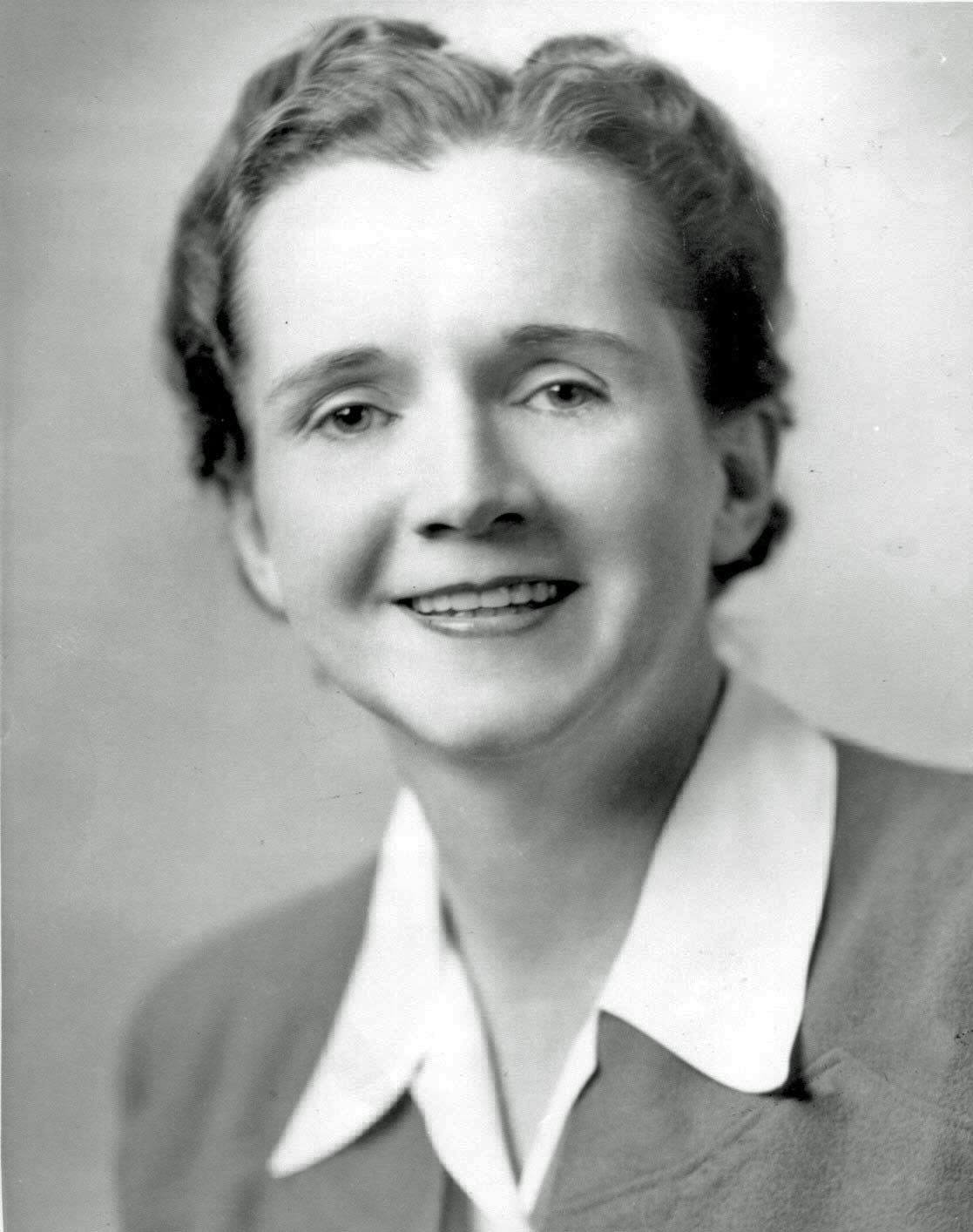
Rachel Carson (1907-1964)

Ja al 1962, la biòloga marina Rachel Carson alertava, al conegut llibre Primavera silenciosa, que l'ús de pesticides com el DDT provocava l'enverinament d'ocells i, a través de la cadena alimentària, aquests tòxics arribaven a les persones.
A la dècada del 1970, diverses lluites contra la destrucció ambiental van ser protagonitzades per dones:
- El 1973, al nord de l'Índia les dones del Moviment Chipko van aconseguir protegir els boscos comunals abraçant els arbres en un acte de protesta pacífica que va impedir-ne tala. Aquestes dones van reivindicar el valor dels boscos i el van defensar en nom del principi femení de la natura.

- El 1977, la biòloga keniana Wangari Maathai va crear el Moviment del Cinturó Verd,[3] un projecte de reforestació amb la intenció de prevenir la desertificació, arribant a plantar més de 50 milions d'arbres. Simultàniament als seus objectius ambientals, el Moviment aconseguia crear llocs de treball per a dones en situació de pobresa combinant, per tant, visió social i ambiental.

- El 1978, a Nova York, l'activista ambientalista Lois Gibbs va liderar les protestes contra el govern. La comunitat havia descobert que el seu barri, Love Canal, havia estat construït sobre un abocador. Molts infants havien estat enverinats pels productes tòxics de l'abocador. També les dones van veure afectada la seva salut reproductiva. El moviment va triomfar i va aconseguir que el govern federal els donés la raó i reallotgés 800 famílies.

A l'ecofeminisme amb una visió més vinculada amb elements socials com el marxisme o el socialisme, es contraposa la visió essencialista que ressalta la similitud «natural» de les dones amb el món natural (i d'aquí a la seva propensió a tenir-ne cura). Nogensmenys, durant les dècades del 1980 i 1990, es produeix una diversificació encara més gran entre corrents ecofeministes.

## Pensament
L'ecofeminisme, com a moviment polític i social, s'origina a partir de la hibridació de tres moviments previs: el pacifista, l'ecologista i el feminista. A partir d'aquests moviments que van inspirar el naixement de l'ecofeminisme, s'identifiquen alguns elements comuns. Les ecofeministes parteixen d'una visió del món que considera que els éssers humans som alhora éssers socials i biològics, sociodependents i ecodependents, que es desenvolupen i operen en contexts socials i ecològics particulars. Per a l'ecofeminisme, el patriarcat no només condiciona i sotmet als cossos, ments i vides de dones i homes, sinó que també sotmet els altres éssers vius, la natura no humana. Així, la destrucció dels boscos, la contaminació de les aigües, els productes tòxics del tecnoindustrialisme o el tractament que es dona als animals no humans, són assumptes profundament feministes, i entendre com el sistema patriarcal influeix en aquestes entitats ajuda a comprendre una part central de l'estatus oprimit de les dones de forma transcultural.
L'ecofeminisme identifica tres puntals que es reforcen mútuament per a mantenir aquesta doble opressió: el patriarcat capitalista, la visió mecanicista del món i la cultura de la dominació i la violència. Amb una creença antropocèntrica i androcèntrica de superioritat biològica, els éssers humans, sobretot els homes, s'han apropiat, han dominat i han sotmès violentament els altres éssers vius, inclosos els propis humans, així com els processos, productes i serveis que formen la natura o són generats per ella. Les ecofeminismes manifesten, implícitament o explícita, que el projecte modern occidental de creixement econòmic il·limitat s'ha esgotat i resulta impossible de mantenir en un món finit.

## Economia política ecofeminista
La mirada ecofeminista en política econòmica considera que els principals corrents econòmics són ecològicament insostenibles i socialment injustos. En canvi, es nodreix de tres corrents tradicionals en el pensament econòmic heterodox: el materialisme marxista, l'economia ecològica i l'anàlisi feminista en la divisió de gènere del treball, la feminització del treball de cures no remunerat i el provisionalment de la força de treball pel que fa a la reproducció social.

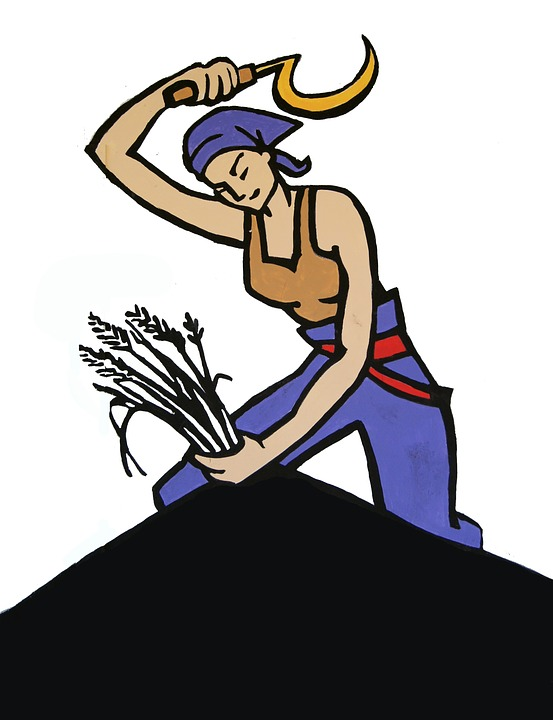

L'economia política ecofeminista és marxista en la mesura que comparteix l'anàlisi sobre la relació entre la matèria (béns de producció) i les diferents classes socials, i entre el sistema de classes amb el món natural. El marxisme considera que la classe treballadora ha d'apropiar-se dels mitjans de producció i redistribuir la plusvàlua del sistema capitalista. L'ecofemisnisme, però, emfasitza l'anàlisi des d'una perspectiva de gènere que permet visibilitzar altres estructures de desigualtat: classe, gènere, sexualitat, racisme i colonialisme.
L'economia ecològica parteix de la visió que la societat hauria d'estar integrada dins dels ecosistemes i que els mercats, com a estructures socials que són, haurien de respondre a prioritats socials i ambientals. L'ecofeminisme comparteix la preocupació mediambiental, però alerta que, si no es considera la perspectiva de gènere en la presa de decisions per a una economia ecològica, les dones en poden sortir encara més perjudicades. Com a exemple, l'impacte que va tenir la implementació del Protocol de Kyoto a Costa Rica, on, en l'esfera rural, gran part de les dones de classe baixa es van veure forçades a trobar feina en la indústria sexual. Una segona crítica a l'anàlisi ecologista és que no hi ha menció al paper de la feina domèstica i de cures que generalment exerceixen les dones.
De la mateixa manera que l'economia ecològica busca visibilitzar la feina que proveeix la natura, el feminisme reclama la valoració de la feina no remunerada amb la que majoritàriament la dona contribueix a la societat. Considera les dones com les principals responsables del treball reproductiu i de cura. Tasques que no formen part de la producció del mercat, o que es dona en condicions de precarietat, i que són necessàries per a poder sostenir la societat humana. Com per exemple la criança dels infants, la cura de la família i persones amb dependència, o l'aprovisionament de menjar i aigua.
L'anàlisi ecofeminista en política econòmica integra les tres teories. La teoria marxista i l'ecologista estableixen que els humans i les economies estan integrades en el medi ambient. I el feminisme incorpora en l'anàlisi el treball reproductiu i el de cures, menystingut fins llavors per les principals corrents de teoria econòmica. Aquesta perspectiva és constructivista, atès que no considera que les dones tinguin una afinitat especial amb la natura. La relació és natural i estructural. L'argument clau és, doncs, que les dones i el món natural comparteixen el fet d'estar externalitzats per l'actual sistema econòmic i, per tant, en reclama la seva visibilització i integració.

## Ecofeminismes plurals
No hi ha un sol ecofeminisme sinó diversos corrents. Atenent a les seves característiques distintives, es poden classificar els tipus més comuns d'enfocaments ecofeministes:

### Ecofeminisme clàssic (o essencialista)
És la tendència més divulgada i polèmica dels ecofeminismes. Afirma que la cultura masculina, obsessionada pel poder i control, ha portat a guerres suïcides i a l'enverinament d'elements vitals com la terra, l'aigua i l'aire. Sosté que les dones tenen trets biològics (com la capacitat de parir o la de menstruar) que les vincula de forma més íntima i especial amb la natura. Gràcies a aquest vincle biològic totes les dones estarien en una posició de comprendre millor les conseqüències de la destrucció de la Terra i liderar les lluites en la seva defensa.

### Ecofeminisme constructivista
Aquesta visió se centra en els vincles entre l'opressió paral·lela de dones i natura, conceptualitzant el gènere com una construcció social. És a dir, sosté que no hi ha una essència femenina diferenciada dels homes que situï la dona més a prop de la natura. En lloc d'això, afirma que el rol històricament jugat per les dones, especialment en països empobrits, els fa ocupar espais de proximitat amb relació a la destrucció ecològica. La connexió entre dones i natura és resultat d'haver compartit una opressió anàloga al llarg de la història. Advoca per la necessitat de desconstruir el patriarcat capitalista en totes les seves manifestacions, i insisteix que tant dones i com homes (i les persones que no es classifiquen en una concepció binària del gènere) som natura i cultura alhora.

### Ecofeminisme espiritual
Corrent que va aparèixer a la dècada del 1980. En algunes de les seves formes, es vincula a una dimensió sagrada de la vida i la naturalesa. La seva característica principal és la crítica al model de desenvolupament occidental, el qual destrueix formes de vida tradicionals i indígenes a països empobrits. Aquest procés es connecta al patriarcat occidental com a font principal de la destrucció ecològica global. Aquesta perspectiva emfasitza la justícia social.

### Ecofeminisme queer
Corrent ecofeminista constructivista que se centra en qüestionar la comprensió de la sexualitat amb relació a la natura, específicament l'heteropatriarcat. Aquest corrent explora la connexió dels binomis heterosexuals/queer i cultura/natura. Busca visibilitzar i desconstruir els vincles entre l'opressió patriarcal, els dualismes, l'eròtica i el desig en la repressió exercida sobre les dones, la natura i la identitat queer.

### Ecofeminisme animalista, vegà o antiespecista
L'ecofeminisme animalista s'ha vist enfortit els darrers anys per l'expansió internacional del moviment pels drets dels animals. Aquesta corrent empatitza amb els animals, denuncia la seva explotació i n'estableix connexions amb l'opressió vers les dones. Afirma que el sexisme i l'especisme es manifesten mitjançant patrons opressius de jerarquia i dominació similars. Troba forts paral·lelismes entre la cosificació, la subordinació i l'abús de les dones (objectes de consum eròtic i treballadores invisibilitzades) i la cosificació, subordinació i abús dels animals al servei de l'ésser humà (alimentació, ciència i oci).

## Figures destacades

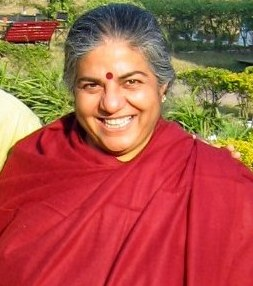
Vandana Shiva, Right Livelihood Award de 1993

- Yayo Herrero, denuncia la precarització del treball agrícola o el treball reproductiu, imprescindibles per a la vida humana.[8]
- Karen Warren, teòrica de l'ecofeminisme i consultora internacional sobre ecologia.
- Françoise d'Eaubonne, activista feminista que defensà un lideratge de la dona en la definició de les relacions amb el planeta.
- Wangari Maathai activista política i ecologista kenyana, d'ètnia kikuyu. El 2004 va rebre el Premi Nobel de la Pau per "les seves contribucions al desenvolupament sostenible, a la democràcia i a la pau".
- Sallie McFague, teòloga feminista que fa èmfasi en la relació entre dona, planeta i vida.
- Rosemary Radford Ruether, autora ecofeminista.
- Vandana Shiva, membre del Moviment Chipko.
- Maria Mies, teòrica que relaciona el patriarcat amb l'explotació del medi ambient.
- Val Plumwood, pensadora ecofeminista.
- Greta Gaard, relaciona l'ecofeminisme amb la teoria queer i el vegetarianisme.
- Judi Bari, activista ecofeminista.
- Charlene Spretnak, pensadora que lliga ecofeminisme i espiritualitat.